# Excalfactoria
Excalfactoria is een geslacht van vogels uit de familie fazantachtigen (Phasianidae). De wetenschappelijke naam werd voor het eerst geldig gepubliceerd door Karel Lucien Bonaparte in 1856.

## Soorten
Het geslacht kent de volgende soorten:
- Excalfactoria adansonii (blauwe kwartel)
- Excalfactoria chinensis (Chinese dwergkwartel)